# Жуанзиньо (1989)
Жуанзиньо (порт. Joãozinho), полное имя Жуан Карлуш Рейш Граса (порт. João Carlos Reis Graça; 2 июля 1989, Лиссабон, Португалия) — португальский футболист, левый защитник клуба «Эшторил-Прая».

## Карьера
Уроженец Лиссабона Жуан Граса начал свою карьеру в 2000-х годах, когда игрок впервые пришёл на просмотр в академию «Оливайш и Москавиди». В 2008 году Жуан стал выступать в основном составе «Оливайш и Москавиди». Летом 2009 года Жуан Граса подписал контракт с клубом «Мафра». В сезоне 2011/12 Жуанзиньо уже выступал за «Бейра-Мар». В начале 2013 года португалец перешёл в один из главных клубов Португалии — лиссабонский «Спортинг», в составе которого игрок провёл половину сезона. С 2013 года выступал за «Брагу». В июле 2014 года на правах аренды перешёл в тираспольский «Шериф», а в сентябре покинул клуб и перешёл на правах аренды в румынскую «Астру».